# Dictionnaire national (Bescherelle)
Der  Dictionnaire national  (Kurzname: Bescherelle) war ein Wörterbuch der französischen Sprache und Lexikon mit enzyklopädischer Information und Eigennamenartikeln. Das Werk wurde von 1845 bis 1887 verlegt. Verfasser war Louis-Nicolas Bescherelle.

## Geschichte
Das vierspaltige Werk von 3000 Seiten mit dem Haupttitel Dictionnaire National erschien zuerst 1845–1846 mit dem Nebentitel Grand Dictionnaire classique [= für die Schulklassen] de la langue française und ab der 2. Auflage (1853) mit dem Untertitel Dictionnaire universel de la langue française. Zuerst in 2 Bänden erschienen, wurde es später in 4 Bänden verkauft. Das Werk wurde bis 1887 in zahlreichen Auflagen verlegt, zuerst vom Verlag Simon, dann vom Verlag Garnier. 
Pierre Larousse, Autor des epochemachenden Grand Dictionnaire universel du XIXe siècle, betrachtete Bescherelle als Vorläufer und lobte das Wörterbuch als „das bedeutendste Monument, das zu Ehren der französischen Sprache errichtet wurde“. Den Verlegern warf er vor, aus finanziellen Gründen keine Verbesserungen zugelassen zu haben.

## Ausgaben und Gliederung
- Dictionnaire National ou  Grand Dictionnaire classique de la langue française. 2 Bde. Simon, Paris 1845–1846.
  - 1. A-F. 1845, 1319 S.
  - 2. G-Z. 1846, 1683 S.
- (Zweite Auflage) Dictionnaire national ou Dictionnaire universel de la langue française. Plus exact et plus complet que tous les dictionnaires qui existent, et dans lequel toutes les définitions, toutes les acceptions des mots et les nuances infinies qu'ils ont reçues du bon goût et de l'usage sont justifiées par plus de quinze cent mille exemples choisis. 2 Bde. Simon/Garnier, Paris 1853. , 
  - 4 Bände. Garnier, Paris 1867. (verlegt bis 1887)